# 伊号第二百四潜水艦
伊号第二百四潜水艦（いごうだいにひゃくよんせんすいかん）は、日本海軍の未成潜水艦。伊二百一型潜水艦の4番艦。建造中に沈没した。

## 艦歴
マル戦計画の潜水艦高、第4501号艦型の4番艦、仮称艦名第4504号艦として計画。
1944年8月1日、呉海軍工廠で起工。9月1日、伊号第二百四潜水艦と命名されて伊二百一型潜水艦の4番艦に定められ、本籍を呉鎮守府と仮定。12月16日進水し、本籍を呉鎮守府に定められる。
1945年2月21日、艤装員事務所を呉海軍工廠内に設置し事務を開始。6月22日、呉海軍工廠正面の突堤で伊号第三百五十二潜水艦と並んで繋留中、呉海軍工廠に来襲したアメリカ陸軍航空軍B-29爆撃機の爆撃により、両艦とも被爆し沈没した。沈没時の工事進捗率は90%だったとされる。25日、艤装員事務所を撤去。8月17日、本艦の工事中止が発令された。
1948年2月から5月にかけて、播磨造船所呉船渠で解体された。